# GoPets
Gopets es un videojuego 3D en línea de la compañía Gopets LTD. La temática son las mascotas virtuales, orientado al área infantil dando ciertas protecciones a menores, pero abierto al público en general. Adoptas una mascota y la cuidas. 
Go Pets se puede considerar una mezcla entre:
. Los Sims, por tener que cuidar de las criaturas que tienes a tu cargo
. Second Life, porque interactúas con otros personajes en diferentes lugares y tienes que comprar algunos accesorios con dinero real 

· IMVU, porque puedes vestir y cambiar tu avatar y personalizarlo como quieras. la diferencia es que IMVU es en 3D y puedes diseñar tu propia ropa en avatares humanos o animalizados.
GoPets es internacional y está traducido en varios idiomas.
En octubre de 2009, GoPets fue adquirida por Zynga.
A fecha de septiembre de 2010 el videojuego GoPets ya no está operativo.

## Como es GoPets
Gopets es una empresa de Corea así que gran parte de los jugadores hablarán alguna lengua asiática y el inglés. Aun así el juego está traducido a muchos idiomas incluido el español, la página web también está traducida lo que hace que sea rápida la adaptación al tipo de juego.
Las mascotas viven en un mapa virtual dividido en pedazos, si eres el dueño de algún pedazo de mapa lo puedes decorar con una gran variedad de accesorios. Al inicio te dan a escoger entre tener un gato, un perro o un panda. Después aparecerás en algún mapa general por defecto en el que empezaras a conocer el juego y hacer nuevos amigos.
Al principio tendrás que subir de nivel, son 30 niveles iniciales y totales, no hay más de 30 niveles. Subir de nivel te da acceso a más accesorios con que vestir a tu mascota, a más clases de comida con la cual alimentarla y a más opciones para aprender nuevas habilidades.

## Interfaz
Es una ventana normal, no es a pantalla completa. La ventana la puedes dejar maximizada para mejor visualización o restaurar y cambiarle manualmente el tamaño. Hay mapas en 2D y en 3D. En los mapas 3D te puedes mover con el mouse, con las flechas o con los botones de navegación.
Había también una versión para el messenger y el juego se abría como cualquier juego de messenger con la misma interfaz del juego, pero dejó de estar disponible el 13 de julio de 2009.
El juego comienza con la mascota cayendo al suelo y podrás empezar a interactuar. Abajo tendrás un indicador de nivel con la fotografía de la mascota y del dueño para acceder a opciones rápidamente. Abajo, en medio, tendrás las opciones de Inventario, Amigos, Juegos, Compras, Mapas, Tareas y Opciones Generales.
La ventana de status aparece dando click derecho a tu mascota o click en la foto de abajo y escogiendo la opción.

## Dinámica
Al inicio tienes que subir de nivel, así podrás ir aprendiendo el manejo del juego. En los primeros niveles se te asignan tareas que si logras completar ganas artículos o algo experiencia. Para subir nivel una opción es darle de comer a tu mascota alimentos que lo hagan subir de nivel, si tienes un terreno el decorarlo aumenta el nivel considerablemente.
La mascota tiene 9 necesidades básicas (status) dividido en 3 secciones:
- Físico
  - Saciedad - Darle de comer
  - Salud - Darle cosas saludables de comer
  - Juego - Jugar con tu mascota
- Energía 
  - Cansancio - Debes dejarlo dormir
  - Hidratación - Darle cosas de beber
  - Aventura - Llevarlo a pasear o darle ciertas comidas
- Karma
  - Amor Humano - Acaricia a tu mascota
  - Amor Animal - Haz que se relacione con otros animales y haz nuevos amigos
  - Limpieza - Hay que bañarlo de vez en cuando

Se puede tener hasta 4 mascotas en una cuenta. EL cliente cuenta con un chat integrado y varios juegos externos vinculados al juego los cuales solo se pueden jugar con conchas de oro (se describen más adelante).

## Sistema de comercio
El juego tiene una gran cantidad de comidas, vestuarios, mapas, muebles, artículos decorativos, etc. y se pueden adquirir. La moneda para las transacciones son las conchas, hay tres tipos de conchas: Verdes, Rosas y de oro.
Las conchas verdes son la más común, se adquieren por comer ciertos alimentos, por subir de nivel, entre otros. Las conchas rosas se adquieren comiendo ciertos alimentos, pero son más escasas que las verdes. Y las conchas de oro son muy difíciles de adquirir, la forma más fácil es pagar una subscripción con dinero real, subiendo de nivel o dándole de comer galletas de la suerte a tu mascota.
Existen oficios, tu mascota puede adquirir el oficio de granjero o cocinero, pero para adquirir habilidades en tu oficio se requieren bastantes conchas de oro así que para la versión gratis está el poder tener a tu mascota, conocer gente de otras partes del mundo y quizás tener tu terreno y decorarlo. 
Para los que adquieren un servicio premium está el poder desarrollar sus propios accesorios y poderlos vender, adquirir accesorios de lujo y poder aumentar el nivel de su oficio, el poder jugar los juegos externos que acopañan a GoPets y el poder adoptar mascotas. Todo eso pagado con conchas de oro.